# Деравар

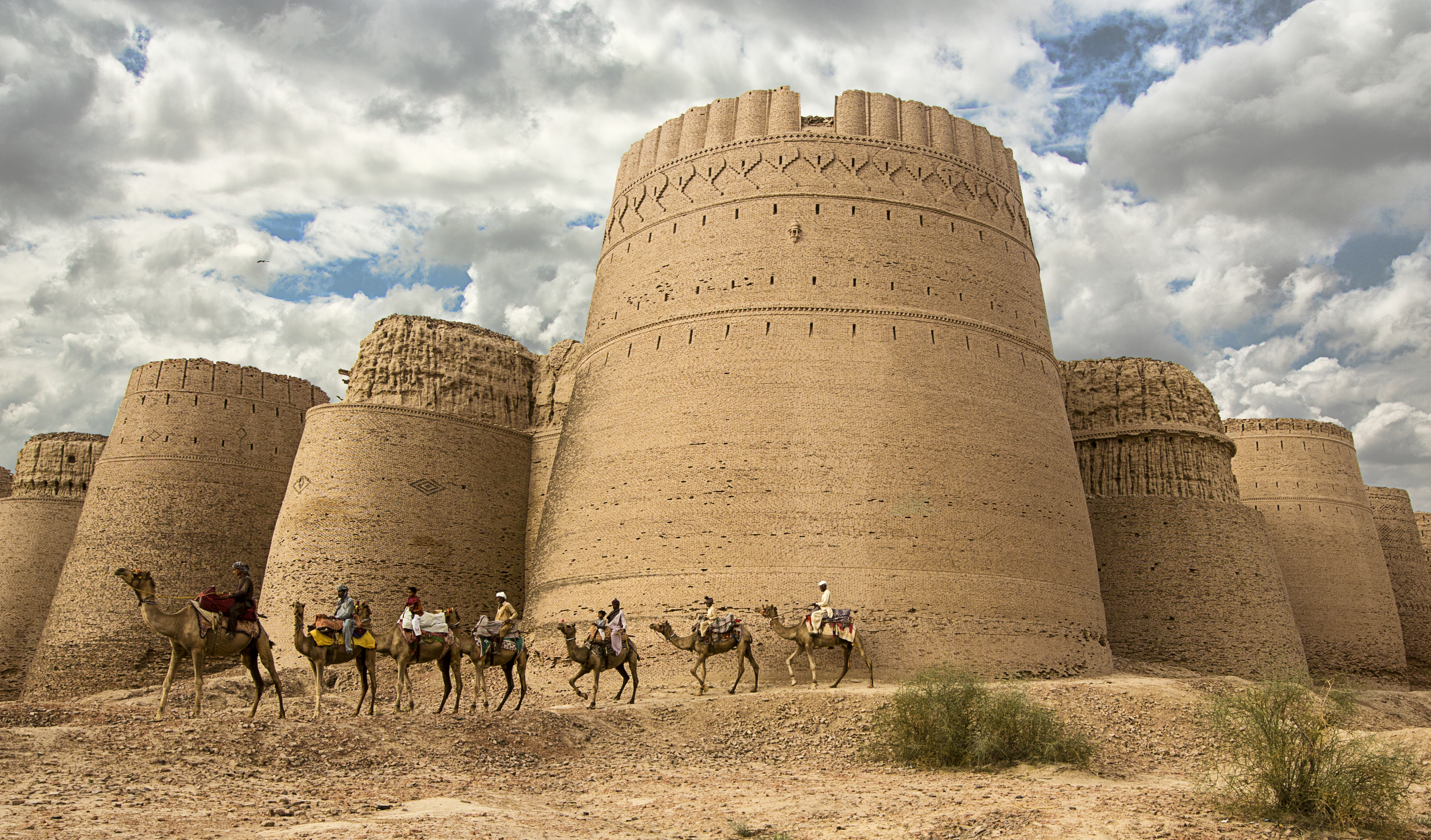
View of Derawar Fort

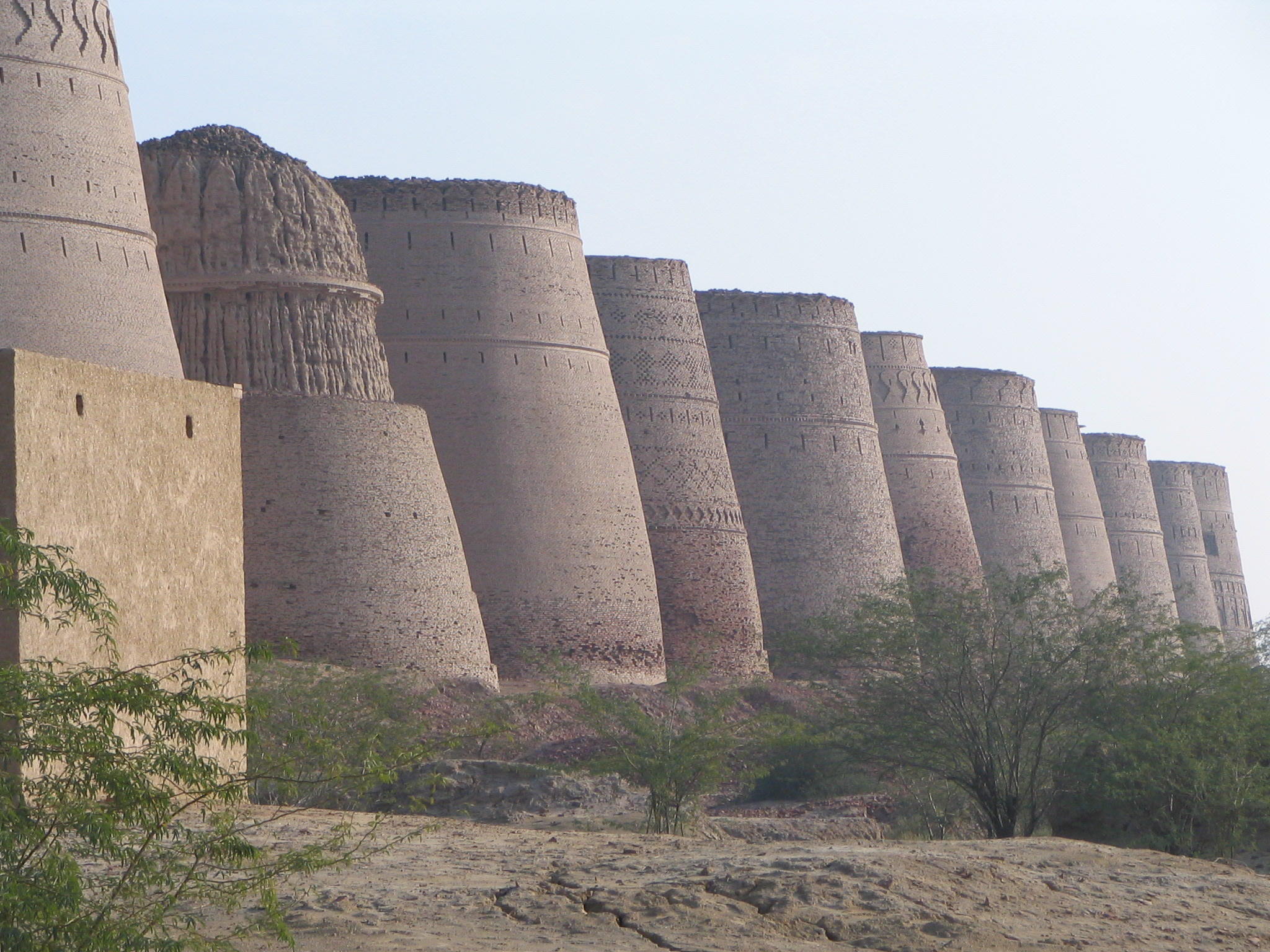
Стены дераварской твердыни.

Деравар (урду دیراور‎) — квадратная в плане крепость периметром 1500 метров в пустыне Тар (Чолистан) близ пенджабского города Бахавалпур. Высота стен достигает 30 метров.
Первая крепость на этом месте была возведена раджами княжества Джайсалмер. Нынешнее сооружение заложено навабом Бахавалпура в 1733 году. Через 15 лет навабы потеряли контроль над цитаделью до 1804 года.
У крепости расположены мраморная мечеть (яркий пример могольской архитектуры) и усыпальница навабов из рода Аббаси.